# Liberal Party (Sudan, 1952)
Die Liberal Party (anfangs: Southern Party, Southern Liberal Party) war eine Partei im Anglo-Ägyptischen Sudan schon bevor der Staat Sudan im Januar 1956 unabhängig wurde. Bis zum Militärputsch im November 1958 waren die Liberals eine der bedeutendsten Parteien, welche vor allem die Süd-Sudanesischen Wahlkreise im Parlament repräsentierte.

## Gründung
Das „Southern Sudanese Political Movement“ wurde 1951 von Stanislaus Paysama, Abdel Rahman Sule und Buth Diu begründet. 1952 änderte sie ihren Namen in „Southern Party“. Ab 1953 waren die Parteiführer Benjamin Lwoki, Vorsitzender Stanislaus Paysama, stellvertretender Vorsitzender Buth Diu, und Generalsekretär Abdel Rahman Sule, Schirmherr der Partei. Ziel war die völlige Unabhängigkeit des Sudan, wobei dem Süden Autonomie gewährt werden sollte. Die Partei wurde 1953 offiziell registriert. Anfangs genoss sie breite Unterstützung unter den Intellektuellen des Südens und bei der Masse der Bevölkerung im Süden des Sudan.
Bei den nationalen Wahlen im November 1953 traten die meisten Kandidaten im Süden mit der Southern Party an, einige waren unabhängig und fünf kandidierten auf der Liste der National Unionist Party (الحزب الإتحادي الديموقراطي‎ al-Hizb al-Ittihadi al-Dimuqrati, NUP). Neun Kandidaten wurden für die Southern Party gewählt, unterstützt von drei unabhängigen Kandidaten. Die meisten der neugewählten Abgeordneten aus dem Süden reisten auf demselben Schiff nach Khartum und einigten sich darauf, sich unter einer gemeinsamen Flagge zu versammeln. Dies war jedoch nur ein lockeres Bündnis mit ständigen Streitigkeiten über Führung und Politik.

## Erste demokratische Periode
Nach den Wahlen 1953 drehte sich der politische Kampf hauptsächlich um die Ernennungen in der Verwaltung des unabhängigen Sudan. Die Southern Party kritisierte die Art und Weise, wie das Programm zur Sudanisierung (Sudanization program) zur Ernennung hochrangiger Staatsbeamter durchgeführt wurde, und war zutiefst enttäuscht, als nur sechs Südstaatler ausgewählt wurden und die restlichen 800 Stellen an Nordstaatler gingen. Die Sudanization Commission, die ausschließlich mit Nordstaatlern besetzt war, sagte, sie könne keine Südstaatler mit ausreichender Ausbildung und Erfahrung finden. Ein unerwähnter Faktor war, dass sie nicht fließend Arabisch sprachen.
Die Partei nahm 1954 den Namen „Liberal Party“ an. Der neue Name sollte die Befürchtungen ausräumen, dass die Partei für eine Abspaltung des Südens eintrat. Die Nordstaatler nannten sie jedoch weiterhin „Southern Liberal Party“. Später nahm die Partei selbst wieder den Namen „Southern Liberal Party“ an. Im Oktober 1954 berief die Partei eine Versammlung in Juba ein, bei welcher die Ungerechtigkeiten der Public Service Commission ausführlich diskutiert wurden. Die Teilnehmer beschlossen einstimmig, dass die beste Lösung für den Süden eine Föderation sei, und forderten die Südstaatler auf, Opfer zu bringen, um dieses Ziel zu erreichen. Benjamin Lwoki war zu dieser Zeit Vorsitzender der Partei. Angesichts der Forderung, dass die Sprache des Sudan Arabisch sein und im ganzen Land unterrichtet werden sollte, lehnte er in einem Telegramm an Harold Macmillan aus dem Jahr 1954 eine Unabhängigkeitserklärung ab.
Die großen religiösen Sektenparteien, die Umma (حزب الأمة القومي‎ Hizb al-Umma al-qawmmy, National Umma Party) und die NUP, brauchten beide die Unterstützung der Südstaatler, um eine Regierung zu bilden, aber die Südstaatler schafften es nicht, geeint zu bleiben. Viele Mitglieder wechselten zu anderen Parteien, wodurch die Größe der Liberalen Partei auf 20–25 Mitglieder schrumpfte. Der Parteivorsitzende Stanislaus Paysama sagte, die Liberalen hätten beinahe die Trumpfkarte in der Hand gehabt, aber „das Geld war da, eine Menge Geld, von der Regierung und der Umma-Partei, und jedes Mal, wenn Wahlen kamen, wurden sie [die Politiker aus dem Süden] auf diese Weise zerstört“ („The money was there, a great amount of money, from the Government and the Umma Party, and every time elections came, they [the southern politicians] are destroyed like this“). Im April 1955 rief die Liberale Partei alle Abgeordneten aus dem Süden dazu auf, als ein Block für die Bestrebungen des Südens zusammenzuarbeiten und jede Partei aus dem Norden zu unterstützen, die ihnen bei der Verwirklichung ihrer Ziele helfen würde. Die Partei rief zu einer Konferenz in Juba im Juni desselben Jahres auf. Als Reaktion darauf unternahm die Regierung Schritte, um die Partei zu schwächen, indem sie erklärte, kein Staatsbediensteter dürfe sich politisch betätigen, und indem sie die Häuptlinge aus dem Süden, die sich der Konferenz widersetzten, in aller Öffentlichkeit bekannt machte.
Im August 1955 rebellierte die Garnison in Torit im Süden, der erste Schritt im Ersten Sudanesischen Bürgerkrieg (1955–1972). Die Truppen, die aus dem Süden stammten, waren besorgt, dass die Regierung plante, sie durch Nordstaatler zu ersetzen. Bei den darauf folgenden Unruhen wurden 261 Nordstaatler an verschiedenen Orten im Süden getötet, 75 Südstaatler. Die Liberale Partei gehörte zu denen, die eine britische Militärintervention forderten, von der einige erwarteten, dass sie den Rebellen zugute käme. Die Briten unterstützten jedoch die Forderung nach einer Kapitulation der Rebellen, und Mitte September 1955 war ein fragiler Frieden wiederhergestellt.
Die Republic of Sudan (1956–1969) wurde am 1. Januar 1956 unabhängig. Einige der gebildeteren Südsudanesen hatten das Gefühl, die Liberale Partei sei von den Nordsudanesen aufgekauft worden. 1957 gründeten zwei Intellektuelle, Pater Saturnino Lohure Hilangi und Ezboni Mondiri Gwanza, die Southern Sudan Federal Party (SSFP), die die Liberalen besiegte und bei den Parlamentswahlen im Februar und März 1958 40 Sitze errang. Als die SSFP im Parlament wie versprochen dafür eintrat, dass der Norden eine sudanesische Föderation in Betracht zieht, verhaftete die Regierung Mondiri und die SSFP löste sich auf. An ihrer Stelle gründete Pater Saturnino den Southern Block mit 25 Mitgliedern. Nach den Wahlen 1958 nutzten zynische Nordsudanesen persönliche und ethnische Feindseligkeiten aus, um die Partei in rivalisierende Fraktionen aufzuspalten und die Unterstützung liberaler Abgeordneter zu gewinnen. Das sudanesische Parlament wurde im November 1958 nach einem Militärputsch von General Ibrahim Abbud aufgelöst.

## Zweite demokratische Periode
Im November 1964 übergab General Ibrahim Abbud die Macht an eine zivile Übergangsregierung. Als William Deng, ein Führer der im Exil lebenden Sudan African National Union (SANU), beschloss, bei den auf die Machtübergabe folgenden Wahlen im April 1965 anzutreten, riet ihm Stanislaus Paysama, keine neue Partei zu gründen, sondern die Liberale Partei wiederzubeleben, die noch immer über breite Unterstützung in der Basis verfügte. Deng und die rivalisierende Südfront weigerten sich jedoch, sich zu vereinen, und kandidierten unabhängig voneinander bei den Wahlen. Im März 1965 wurde eine Konferenz am Runden Tisch einberufen, um das Südsudanproblem zu lösen. Nach der Konferenz bestanden die alte Liberale Partei und die Sudan Unity Party in Khartum zwar noch, doch die Südfront und William Dengs SANU-Inside-Faction waren zu den dominierenden Parteien im Südsudan geworden. Die Liberale Partei trat unter Pater Philip Abbas Ghabboush bei den Wahlen an. Sie gewann nur einen einzigen Sitz.